# Розсипи багатолітньомерзлі
Розсипи багатолітньомерзлі (рос. россыпи многолетнемерзлые, англ. permafrost placers, нім. Dauerfrostseifen f pl) – різні генетичні і мінеральні типи розсипів в зоні розвитку багаторічної мерзлоти. Остання утворилася пізніше власне розсипів. Багатолітньомерзлі розсипи характеризуються наявністю в гірських породах льоду, який цілком або частково заповнює пори між зернами, цементуючи уламки корисних мінералів. Неодноразові промерзання і відтавання при змінах епох заледеніння обумовили виникнення специфічних типів кріогенних текстур: масивної з рівномірним розподілом льоду-цементу в порах порід (характерні для піщаних і грубоуламкових порід); шаруватої (чергування прошарків мерзлої породи і лінз льоду); сітчастої (система вертикальних тріщин, заповнених льодом або ґрунтовими жилами та іншими псевдоморфозами). Іноді типи кріогенних текстур поєднуються. Формування кріогенних текстур часто супроводжується деформаціями продуктивних пластів: їх розшаруванням, вертикальними переміщеннями і горизонтальним розсуванням (до перших м) блоків по тріщинах.